# 军火与安全防务展
军火与安全防务展（羅馬化：Zbroya ta Bezpeka，直译：军火与安全）是一年一度的武器和军事装备贸易展。展会得到了乌克兰政府的赞助，在乌克兰首都基辅举行。根据2004年政府内阁法令，首届展览于2004年9月举行。

## 历史
2018年，参展商包括456家乌克兰参展商和来自17个国家的47家外国参展商。波兰、土耳其和捷克首次在此参展。
2019年，参展商包括320多家乌克兰参展商和来自16个国家的48家外国参展商。
受COVID-19影响，2020年的展览被推迟至2021年6月举行。
2023年，由于俄罗斯入侵乌克兰，展会未举办，取而代之的是2023年9月29日在基辅举行的为期一天的会议，即国际国防工业论坛。

## 引文
1. ↑  .   [2024-10-22]. （原始内容存档于2024-09-17）.
2. ↑  .   [2024-10-22]. （原始内容存档于2023-11-24）.

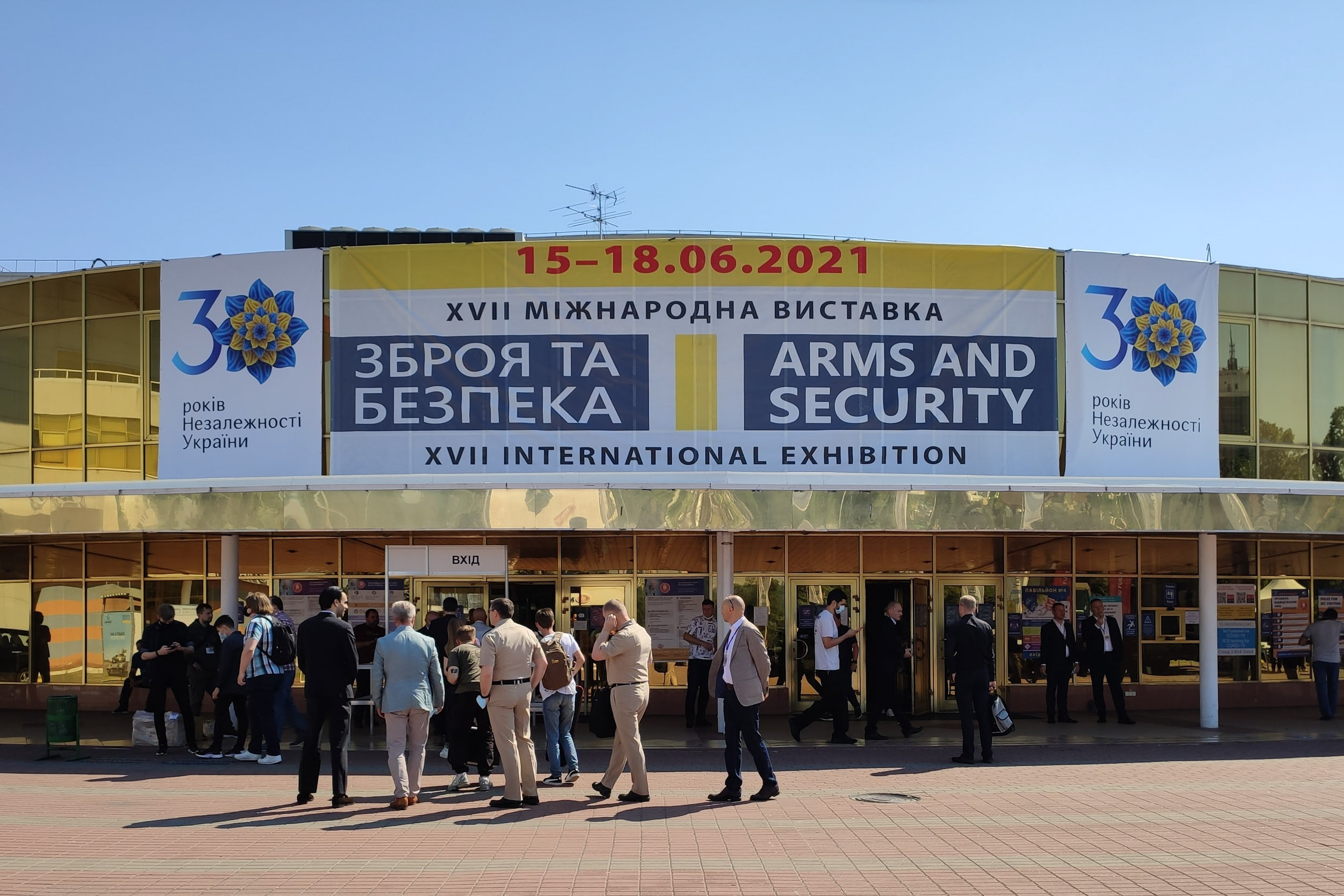
军火与安全2021

3. ↑  Найбільша в Україні щорічна виставка "Зброя та безпека" та авіакосмічний салон "Авіасвіт ХХ" відбуваються в Києві, 2018-10-09
4. ↑  У Києві проходить міжнародна виставка "Зброя та безпека-2019" （页面存档备份，存于）, 乌克兰国家通讯社, 2019-10-08
5. ↑  Ukraine's Defence Expo under the shadow of Pandemic: Arms and Security, 2021-06-13
6. ↑  Andrzej Wilk Piotr Żochowski, The International Defence Industries Forum in Kyiv. Day 586 of the war （页面存档备份，存于）, 2023-10-03